# Джексон Ретбоун
Монро Джексон Ретбоун V (англ. Monroe Jackson Rathbone V; нар. 14 грудня 1984, Сінгапур) — американський актор, співак і музикант. Найбільш відомий завдяки ролі Джаспера Гейла в екранізаціях романів Стефані Майєр. З 2008 по 2012 рік був учасником фан-рок гурту 100 Monkeys.

## Ранні роки
Монро Джексон Ретбоун V народився в Сінгапурі 14 грудня 1984 року в сім'ї американських батьків Ренді Лінн (уроджена Браунер) і Монро Джексона Ретбоуна IV. У нього є три сестри, в тому числі художниця з кераміки Келлі Ретбоун. Він є далеким родичем генерала громадянської війни Стоунволла Джексона та англійського актора Безіла Ретбоуна, будучи нащадком родини Ретбоунів із Ліверпуля. Його прадід, Монро Джексон Ретбоун II, був головою Standard Oil, яка пізніше стала Exxon. Через роботу його батька в Mobil Oil сім'я багато переїздила в різні місця, він жив у Сінгапурі, Норвегії та Індонезії, перш ніж оселитися в Мідленді, Техас.

## Особисте життя
Ретбоун одружився зі своєю дівчиною американо-іракського походження Шейлою Хафсаді 29 вересня 2013 року. Вони проживають у Альфаретті, штат Джорджія, і мають трьох дітей: сина, який народився 5 липня 2012 року, доньку, яка народилася 31 травня 2016 року, та сина, який народився 31 грудня 2019 року. Близька подруга і партнерка Джексона по серії фільмів «Сутінки» Ніккі Рід є хрещеною матір'ю їх старшого сина.
18 вересня 2014 року Ретбоун летів рейсом jetBlue до Остіна з Лонг-Біч, коли його двигун літака вибухнув. Літак повернувся в Лонг-Біч для аварійної посадки. Постраждали четверо людей, але всі пасажири вижили.

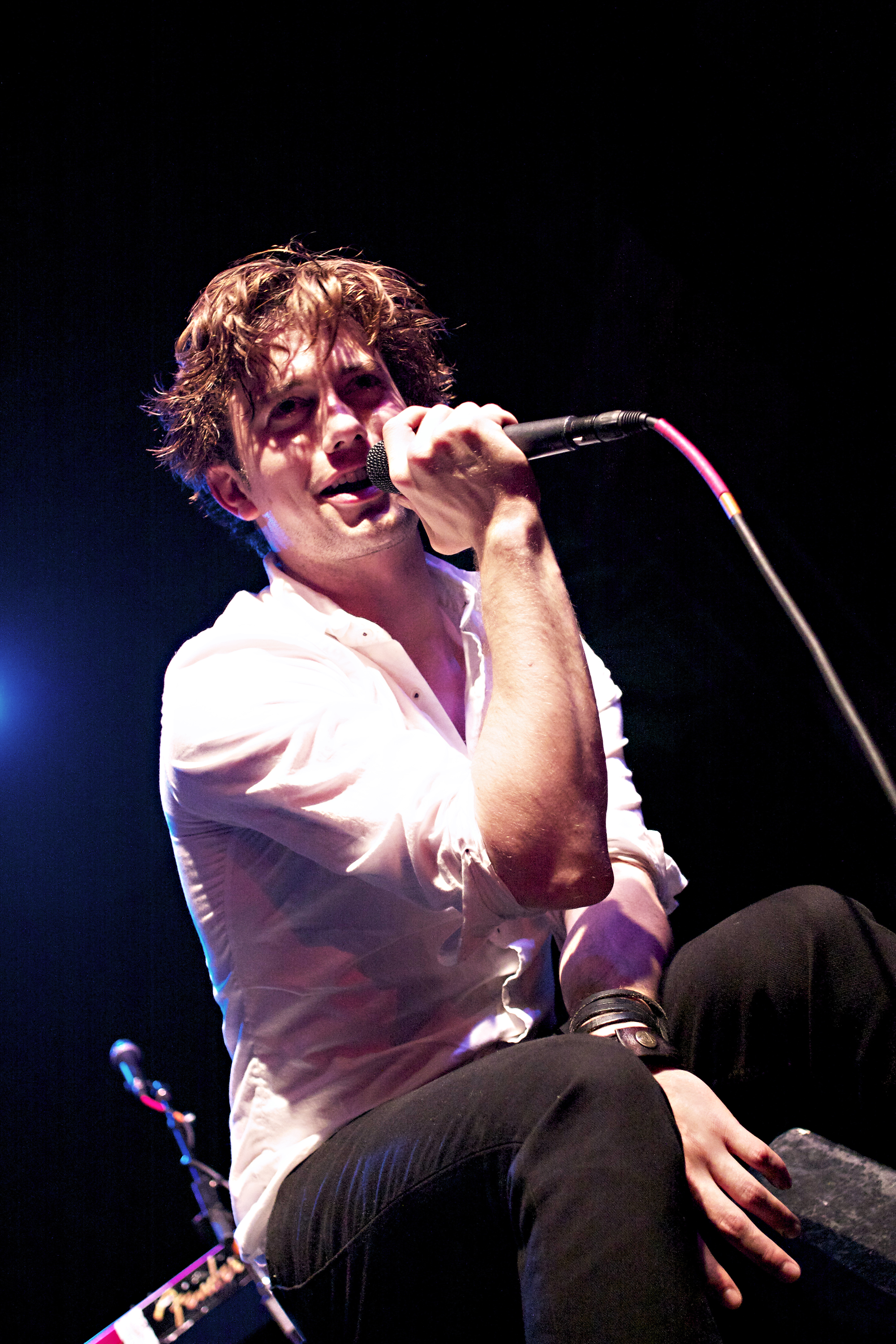
Ретбоун виступає з 100 Monkeys у 2011 році